# 헤이트브리드
헤이트브리드(영어: Hatebreed)는 미국의 메탈 코어 밴드이다.

## 역사
1994년에 보컬 리스트인 제이미 자스타와 기타 리스트인 리차드 루와 함께 코네티컷주 브리지포트에서 결성했다. 이후 빅토리 레코드와 계약을 했으며 1997년에 1집 음반인 Satisfaction is the Death of Desire를 발매하게 되었다. 2002년에 2집 음반인 Perseverance를 발매했으나 같은 해 기타 리스트인 리차드 루가 탈퇴했다. 2003년에 3집 음반인 The Rise of Brutality를 발매했다. 2006년에 4집 음반인 Supremacy를 발매했지만 같은 해 2002년에 탈퇴한 리차드 루가 사망했다. 2009년에 5집과 6집 음반인 For the Lions과 Hatebreed를 발매하게 되었다. 2013년에 7집 음반인 The Divinity of Purpose를 발매했다.

## 구성원
- 제이미 자스타 - 보컬
- 웨인 로지나크 - 기타
- 프랭크 노비넥 - 기타
- 크리스 비티 - 베이스
- 매트 바이른 - 드럼

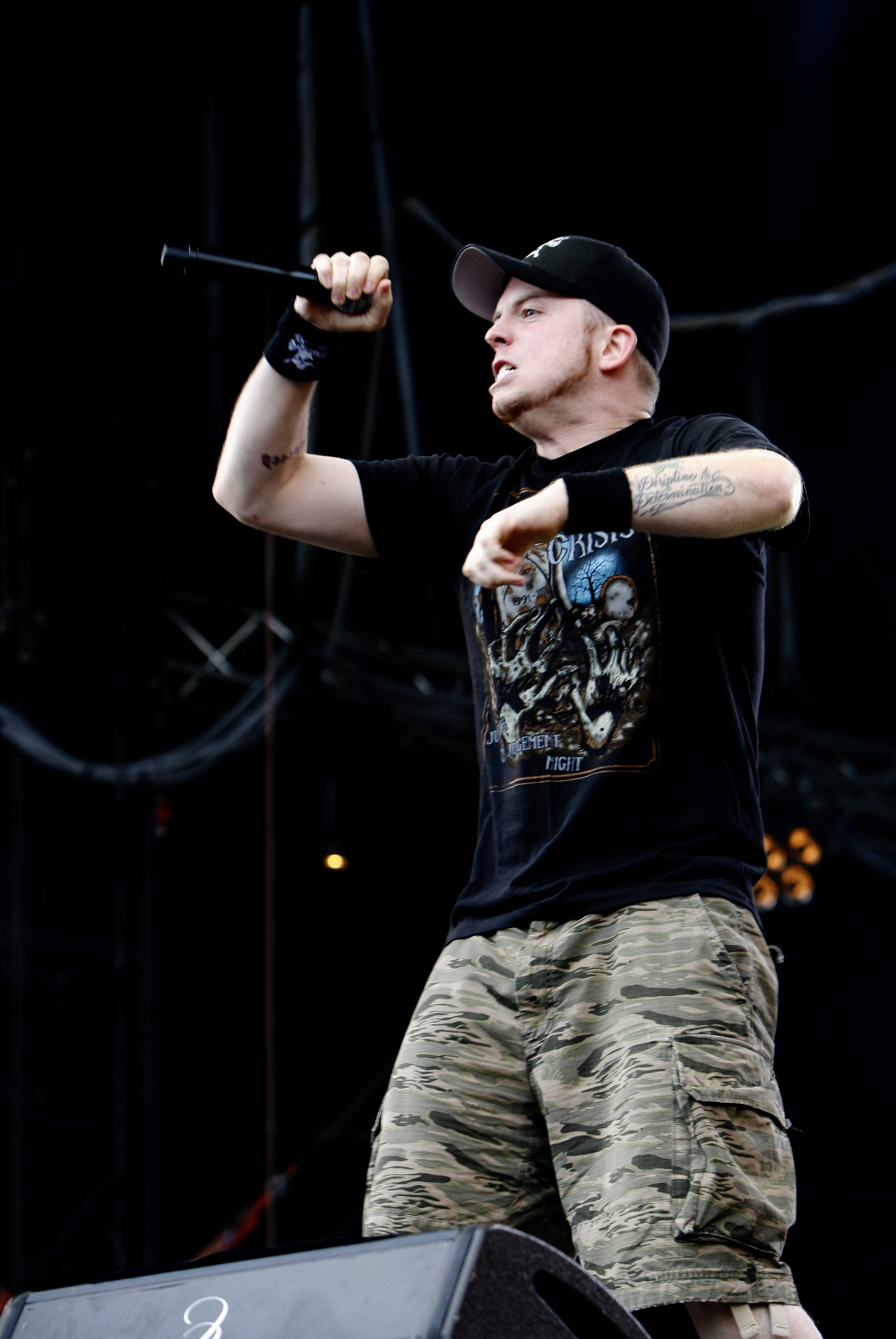
제이미 자스타
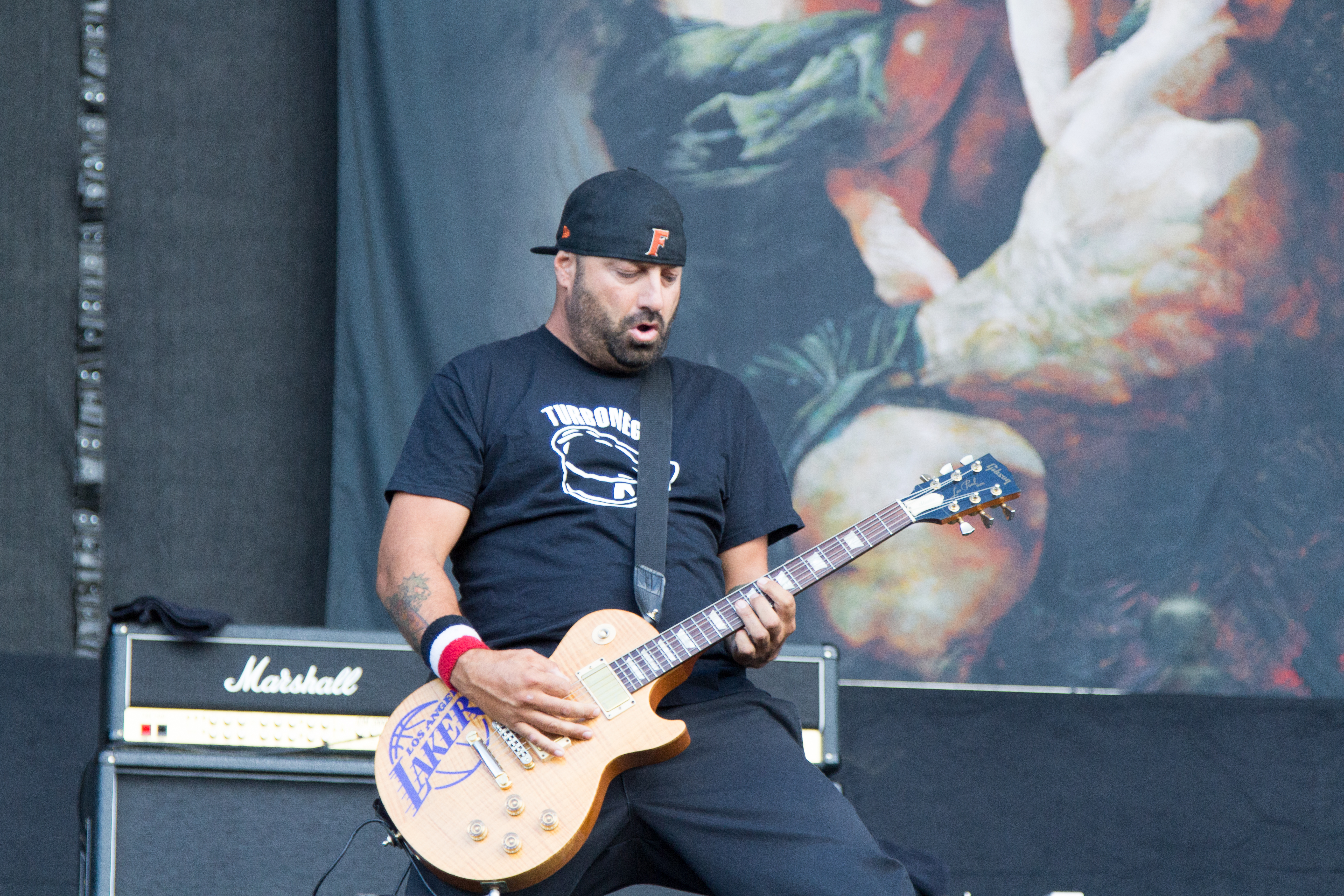
프랭크 노비넥
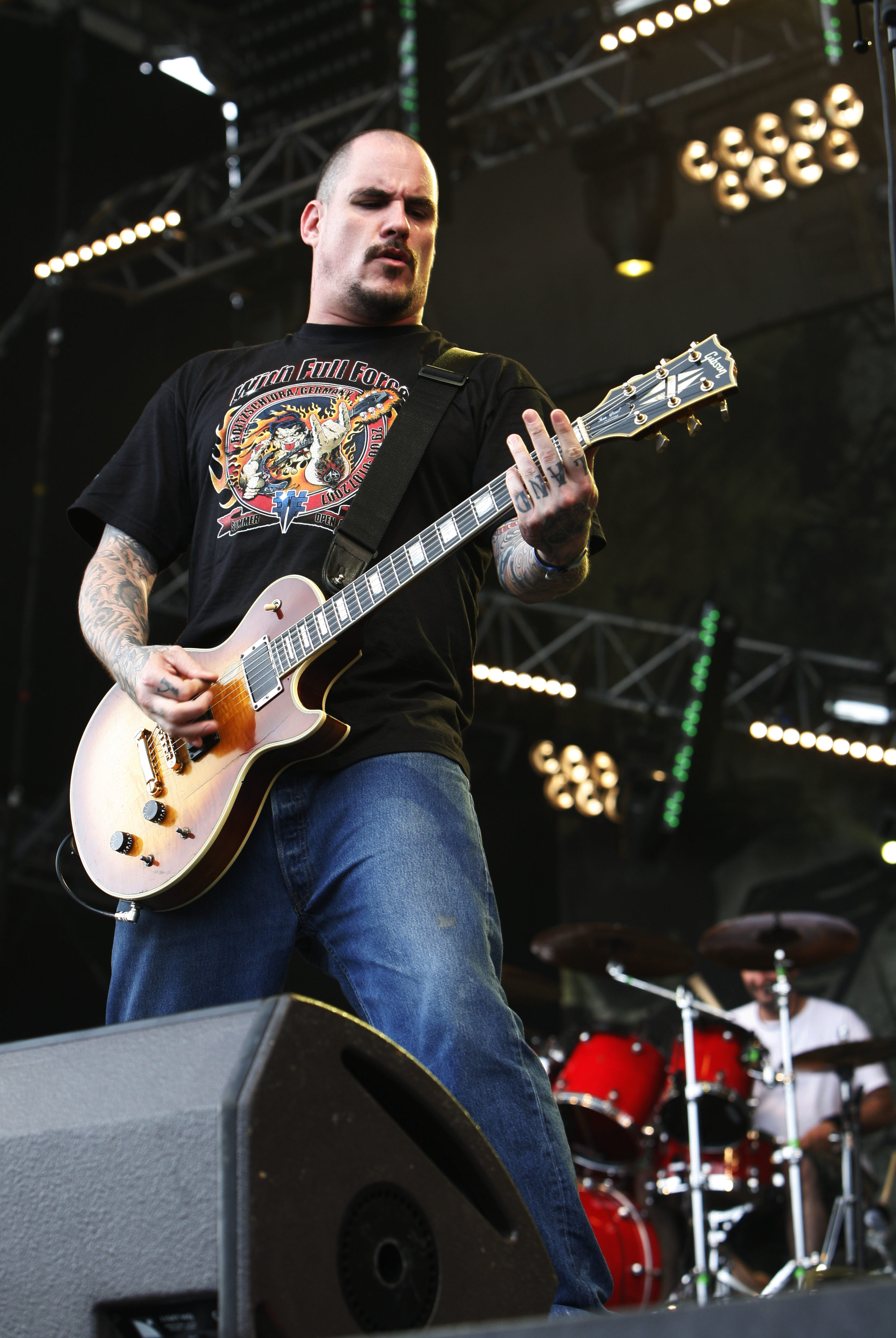
웨인 로지나크
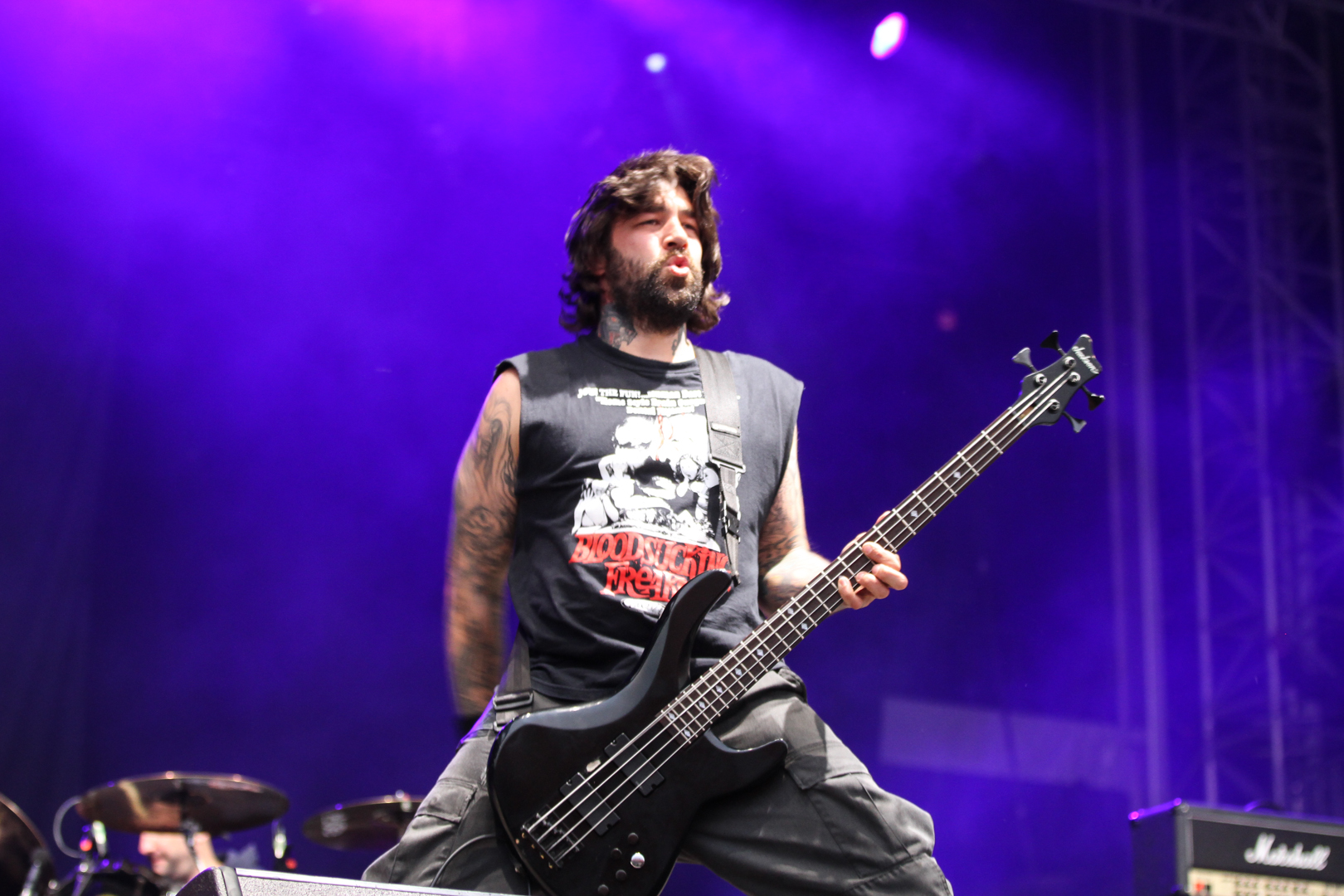
크리스 비티

## 이전 구성원
헤이트브리드 결성 때부터 밴드를 거쳐갔던 구성원들이다.
- 데이브 루소 - 기타
- 레리 드와이어 - 드럼
- Jr.제이미 푸시버튼 - 드럼
- 닉 파판토니오 - 드럼
- 리차드 루 - 기타
- 매트 매킨토시 - 기타
- 숀 마틴 - 기타

## 음반

### 정규 음반
- Satisfaction Is the Death of Desire (1997년)
- Perseverance (2002년)
- The Rise of Brutality (2003년)
- Supremacy (2006년)
- For the Lions (2009년)
- Hatebreed (2009년)
- The Divinity of Purpose (2013년)

### 기타 음반
- Under The Knife (1997년)
- Live Dominance (2008년)